# Ancylopsetta cycloidea
Ancylopsetta cycloidea е вид лъчеперка от семейство Paralichthyidae. Видът е незастрашен от изчезване.

## Разпространение и местообитание
Разпространен е в Аруба, Венецуела, Гвиана, Колумбия, Коста Рика, Никарагуа, Панама, Суринам, Тринидад и Тобаго и Френска Гвиана.
Среща се на дълбочина от 192 до 229 m, при температура на водата около 17,3 °C и соленост 36,4 ‰.

## Описание
На дължина достигат до 25 cm.